# Panola (Alabama)
Panola – jednostka osadnicza w Stanach Zjednoczonych, w stanie Alabama, w hrabstwie Sumter.